# Tyrrell 022
O 022 é o modelo utilizado da Tyrrell na temporada de 1994 de F-1. Condutores: Ukyo Katayama e Mark Blundell. No GP da Espanha, Blundell terminou em 3º lugar, o último pódio do time britânico na categoria.

## Resultados[1]
(legenda) 
| Ano  | Chassi | Motor            | Pneus | N° | Pilotos       | 1   | 2   | 3   | 4   | 5   | 6   | 7   | 8   | 9   | 10  | 11  | 12  | 13  | 14  | 15  | 16  | Pontos | Posição |  |
| ---- | ------ | ---------------- | ----- | -- | ------------- | --- | --- | --- | --- | --- | --- | --- | --- | --- | --- | --- | --- | --- | --- | --- | --- | ------ | ------- |  |
|      |        |                  |       |    |               |     |     |     |     |     |     |     |     |     |     |     |     |     |     |     |     |        |         |  |
|      |        |                  |       |    |               | BRA | PAC | SMR | MON | SPA | CAN | FRA | GBR | GER | HUN | BEL | ITA | POR | EUR | JPN | AUS |        |         |  |
| 1994 | 022    | Yamaha OX10B V10 | G     | 3  | Ukyo Katayama | 5   | Ret | 5   | Ret | Ret | Ret | Ret | 6   | Ret | Ret | Ret | Ret | Ret | 7   | Ret | Ret | 13     | 7°      |  |
| 1994 | 022    | Yamaha OX10B V10 | G     | 4  | Mark Blundell | Ret | Ret | 9   | Ret | 3   | 10  | 10  | Ret | Ret | 5   | 5   | Ret | Ret | 13  | Ret | Ret | 13     | 7°      |  |